# Rennsteigverein

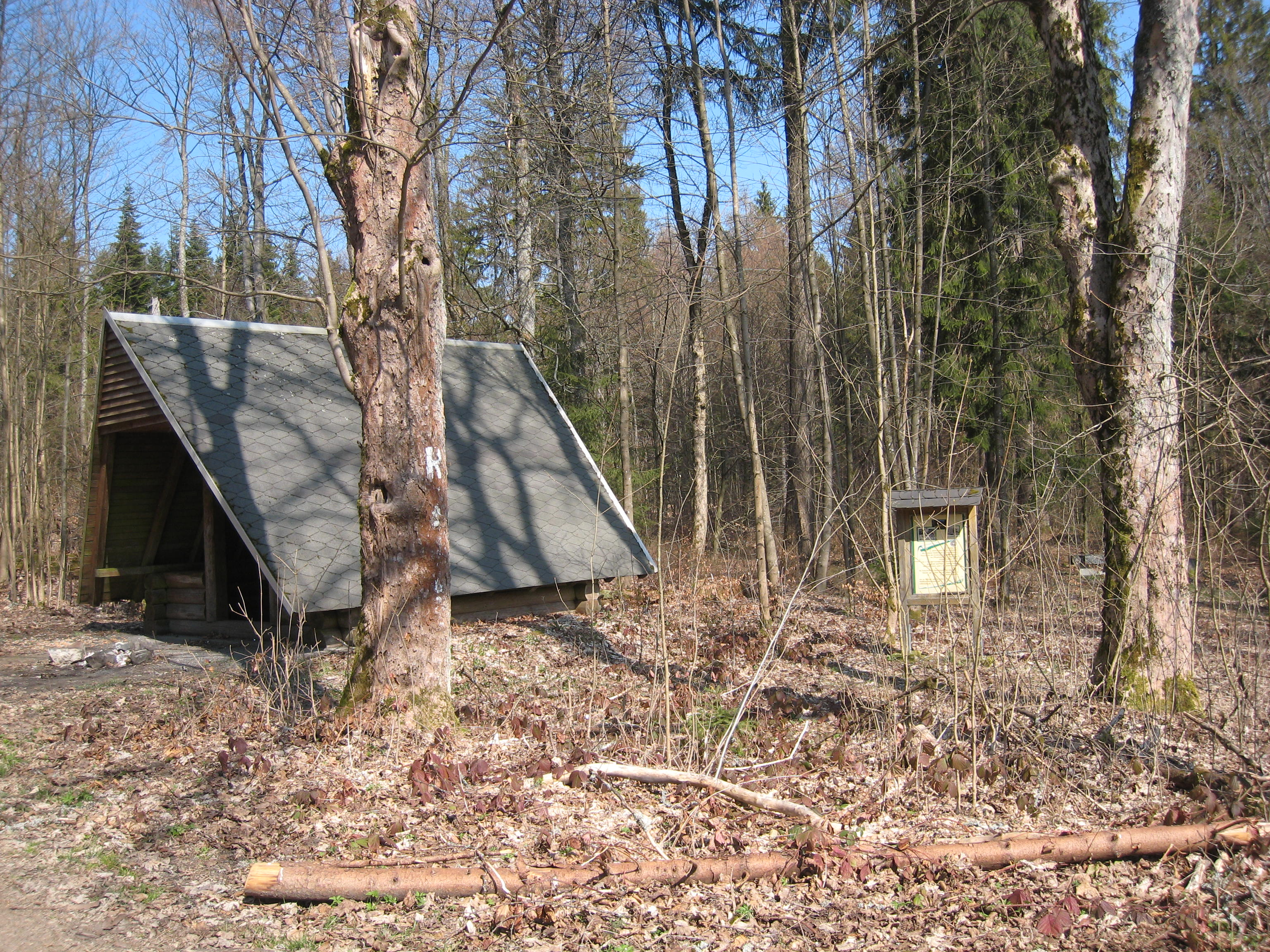
Schutzhütte beim ehem. Forsthaus Weidmannsheil, dem Gründungsort des Rennsteigvereins

Der Rennsteigverein 1896 e. V. (kurz RV, selten auch RSV) ist ein Wanderverein des Thüringer Waldes und des Frankenwaldes mit Sitz in Zapfendorf. Er ist eingetragen in das Vereinsregister des Amtsgerichts Bamberg (VR 345). Gegründet wurde der Verein 1896 im unmittelbar am Rennsteig liegenden Forsthaus Waidmannsheil. Das Forsthaus existiert nicht mehr. Es stand in der Nähe von Steinbach am Wald in Oberfranken.

## Geschichte
Durch zahlreiche Publikationen und Vorträge von Mitgliedern des Rennsteigvereins wurde der Rennsteig im Thüringer Wald, Thüringer Schiefergebirge und Frankenwald überregional bekannt, zu ihnen gehören an erster Stelle der Arnstädter Gymnasiallehrer Johannes Bühring, die Schnepfenthaler Volkskundlerin Luise Gerbing und der Greizer Gymnasiallehrer Ludwig Hertel.
Der Schriftsteller August Trinius erwanderte im Juli 1889 den Rennsteig, um vor Ort möglichst viele Eindrücke und Material für seine achtbändige Reihe Das Thüringer Wanderbuch aufzunehmen. Sein Buch Der Rennstieg – Eine Wanderung von der Werra bis zur Saale erschien 1890 in Berlin (Trinius verwendete – wie übrigens auch von Scheffel – stets die südwestthüringische Form -stieg, was sich allerdings nicht durchsetzte). Als Ergänzung dieses Bestsellers wurde 1892 von Alfred Roßner das Buch Der Rennsteig des Thüringer Waldes jetzt und früher nachgereicht. Nun war es wiederum Ludwig Hertel, der 1892 die wesentlichen Ideen zur Gründung des Thüringerwald-Vereins entwickelte und mit den anderen genannten Personen in brieflichen Kontakt trat. Inzwischen hatte Johann Bühring auch eine Routenkarte des Thüringer Waldes erstellt. Als Gründungsort und erster Vereinssitz des Rennsteigvereins wurde das Forsthaus Weidmannsheil (auch Waldhaus) bei Steinbach am Wald gewählt, hier hatte Ludwig Hertel die Idee der Vereinsgründung im Gästebuch dargelegt.
Die zehn Gründungsmitglieder trafen am 24. Mai 1896 zu einer konstituierenden Sitzung zusammen, als erster Vorsitzender des Rennsteigvereins wurden Ludwig Hertel (Hildburghausen), als Schriftführer der Kaufmann C. Bauer (Erfurt), als Kassenwart/Schatzmeister der Arnstädter Bankvorsteher vom Dieck gewählt.
Zu diesem Zeitpunkt bestand bereits der Thüringerwald-Verein, die Rennsteig-Vereinsgründer betonten ihre freundschaftlichen Gefühle zu diesem etablierten Heimatverein, sie sahen sich nicht als Rivalen. Schon im ersten Jahr stieg die Mitgliederzahl auf 34, ein Beitrag von 2 Mark (1871) diente zur Abdeckung der Sachkosten. Als Erkennungszeichen des Vereins wurde ein R gewählt und in Form von Anstecknadeln jedem Vereinsmitglied zur Verfügung gestellt.
Als Nachrichtenblatt des Vereins wurde von Hertel ein Zirkularbrief handschriftlich verfasst und per Post in Umlauf gebracht. Er trug den Namen: Das Mareile – in Erinnerung an die Tochter des Gastwirts vom Forsthaus Waidmannsheil.
Mit dem Ausbau der Eisenbahnnetze konnten zunehmend Tagesreisende und Schulklassen den Rennsteig als Ziel einer Kurzreise erreichen. Zu ihrer Versorgung und Unterbringung wurden nun in großer Zahl Pensionen, Wanderherbergen, Ausflugslokale und Aussichtstürme errichtet. Die ständigen Verbesserungen der touristischen Infrastruktur machte eine laufende Aktualisierung der Wanderkarten und Beschreibungen erforderlich.
Um den sportlichen Teil beim Wandern zu fördern wurde ein Ehrenschild eingeführt. Es wurde bei nachweislich erbrachten Distanzwanderungen (Karte mit Stempeleinträgen) ausgehändigt und verschaffte dem Verein eine weitere Popularität.
1907 wurde die erste Ski-Runst durchgeführt.
1914 wurde die erste Ski-Wanderabteilung gegründet.
1921 wurde das 500 Ehrenschild ausgegeben.
1922 wurde am Rennsteig bei Ruhla das Ehrenmal für Gefallene des Rennsteigvereins und verdiente Mitglieder am Glöckner eingeweiht.
1928 trat der Rennsteigverein dem Verband der Deutschen Wander- und Gebirgsvereine bei.
1929 wurde das 1000 Ehrenschild ausgegeben.
1940 wurde auf Antrag des Vereins der Rennsteig mit den zahlreichen historischen Grenz- und Wappensteinen als Denkmal ausgewiesen.
1944 musste kriegsbedingt das Mareile als Zeitschrift eingestellt werden (Probleme der Materialbeschaffung).
Nach dem Zweiten Weltkrieg waren Teile des Rennsteigs wegen der Abriegelung der innerdeutschen Grenze nicht mehr begehbar; viele Vereinsmitglieder waren gefallen oder verließen Thüringen. Auch Julius Kober, der letzte Vereinsvorsitzende, konnte nicht mehr in seine Heimat zurück und ließ sich nach der Rückkehr aus der Kriegsgefangenschaft in Zapfendorf bei Bamberg nieder.
Hier begann er 1950 für den oberfränkischen Raum neue Mitglieder zu werben und gründete den Rennsteigverein als Heimatverein neu. Bis 1961 fanden nun im Waldhaus Weidmannsheil alljährliche Vereinstreffen statt, an denen auch zahlreiche Thüringer Altrenner teilnahmen. Nach dem Tode Kobers im Jahr 1970 hatte der Verein 400 Mitglieder, eine Auflösung konnte verhindert werden, da auch andere Vereine (Fränkische-Schweiz-Verein, Haßberge-Verein, Steigerwaldklub et al) organisatorisch zur Hilfe kamen.

## Mitgliederentwicklung
- 1896: 10
- 1897: 34
- 1900: 145
- 1907: 400
- 1910: 600
- 1998: 1500[5]

## Vereinsgliederung
Zum Rennsteigverein gehören die Zweigvereine:
1. Bad Liebenstein-Steinbach
2. Blankenstein
3. Ernstthal
4. Hörschel (Eisenach)
5. Neuenhof (Eisenach)
6. Oberhof-Zella-Mehlis
7. Ruhla
8. Stedtfeld (Eisenach)
9. Steinbach am Wald
10. Suhl
11. Waltershausen
12. Weida
13. Zapfendorf

Weiterhin gehören einige Wandervereine des Hainichs zum Rennsteigverein
1. Hainich-Rennsteig
2. Harthgemeinde
3. Heyerode

## Vereinsziele
Als Hauptzweck und -beschäftigungsgegenstand des Rennsteigvereins gilt die Erforschung, Erschließung, Erwanderung aller Rennsteige des deutschen Sprachgebietes, wie es in der neuen Satzung von 1993 wieder mit verankert ist.
Der Rennsteigverein engagiert sich darüber hinaus im Natur- und Denkmalschutz, im Sport und bei der Vorbereitung und Durchführung von Heimatfesten.

## Sonstiges

### Vereinssprache
Interessant ist, dass im Vereinsleben einige eigene Wortschöpfungen entstanden. So wird die Wanderung auf dem Rennsteig als Runst bezeichnet und die Rennsteigwanderer begrüßen sich – laut einer 1900 beschlossenen Satzungsänderung mit dem Ausruf: „Gut Runst“. Als banale Erklärung diente ein Wortspiel: Runst kommt von Rennen – wie Brunst von Brennen!.

### Wegmarkierung
Die Markierung des Rennsteigwanderwegs benutzt ein weißes „R“. Es wird Mareile genannt, in Erinnerung an die Tochter des Gastwirts vom Forsthaus Waidmannsheil.
Dazu kontrastierend wurde später der Sallmannshäuser Rennsteig mit „S“  und der Breitunger Rennsteig mit „B“ markiert.

### Liedgut
Bereits um 1914 wurde vom Rennsteigverein das erste Taschenliederbuch Deutschlands herausgegeben.

### Persönlichkeiten
Reinhold Jubelt war ab 1902 aktives Mitglied in dem 1896 gegründeten Rennsteigverein und über 25 Jahre Rennewart. 1906 wurde Reinhold Jubelt Rennewart für zunächst 349, 1925 bereits 966 Mitglieder. 1928 wurde Reinhold Jubelt Führsteher-Stellvertreter. Nach seinem Tod 1934 wurde ihm zu Ehren, in Anerkennung seiner Verdienste um den Rennsteigverein, am Gründungshaus des Rennsteigvereins am Waldhaus „Weidmannsheil“ bei dem fränkischen Ort Steinbach eine Douglastanne gepflanzt und ein Gedenkstein enthüllt.

### Auszeichnungen
Der Rennsteigverein wurde 1996 mit der Eichendorff-Plakette ausgezeichnet.